# Каменный якорь
Памятник «Каменный якорь» — памятник в историческом центре Сочи, установленный к 150-летию основания города в 1988 году.

## Расположение
Находится в Поцелуевском сквере Центрального района Сочи.

## Предыстория
После подписания в 1829 году между Российской и Османской империями Адрианопольского мирного договора Российская империя приступила к сооружению Черноморской береговой линии. Через девять лет после подписания договора для создания плацдарма и последующего берегового укрепления — Форта Александрии в район современного Сочи был высажен морской десант. При высадке десанта и в последующем бою с враждебными России горцами со стороны российских войск были понесены потери. Тела погибших в бою были захоронены в братской могиле ниже укрепления Александрия. Идея установки памятника на этом месте возникала несколько раз, впервые с инициативой выступил уполномоченный Сочинского городского управления С. Ф. Тарковский в 1906 году.
…Я предлагаю почтить память русских воинов, сложивших свои головы здесь в бою с племенами, не покорившимися порядкам русского государства, постановкою памятника на братской могиле героев (или вблизи её) на углу против аптеки Лордкипанидзе. Наиболее удобным мне бы казался такой способ осуществления этого дела: на указанном месте поставить временно простой большой деревянный крест и, огородив вокруг него деревянною решеткой квадрата четыре земли…
С разрешения Черноморского губернатора была организованна частная подписка на сбор средств, но памятник так и не был установлен.
В следующий раз с идеей установки памятника к городскому управлению обратился инициатор празднования 75-летнего юбилея города, русский писатель П. А. Россиев. 28 марта 1913 года в газете «Сочинский листок» вышла его статья.
…Очень может быть, что среди нынешнего населения Сочи есть немало потомков героев 1838 года. Так потомкам ли не вспомнить славных дедов своих? Братская могила, павших в 1838 году воинов, приблизительно может быть против аптеки г. Лордкипанидзе. Её надо восстановить…

В связи с тем, что на средства полковника Л. Ф. Долинского в Верхнем парке сооружался памятник «Якорь и пушка», предложение П. А. Россиева властями не было поддержано. До революции 1917 года в районе расположения могилы был разбит сквер, в последующие годы имевший разные названия: сквер Пузанова, Октябрьский сквер, Поцелуевский сквер. В 1986 году горисполкомом было принято решение о праздновании в 1988 году 150-летнего юбилея основания Сочи. К этой дате на месте могилы был установлен памятник.

## Архитектурная композиция
Памятник представляет собой массивный каменный якорь, под которым находится постамент с выбитыми датами «1838—1988». От памятника в разные стороны расходятся лучами парковые дорожки. В более позднее время к памятнику была прикреплена табличка о том, что данная архитектурная композиция является объектом культурного наследия и охраняется государством.